# شياطين الشرطة (فلم)
شياطين الشرطة هو فيلم مصري من إخراج سمير حافظ  وبطولة آثار الحكيم، صلاح قابيل، سماح أنور، حنان شوقي، نجوى فؤاد وإبراهيم خان، صدر الفيلم في 4 أبريل 1992.
الفيلم من أفلام عيد الفطر 1412 هـ.

## نبذة
ثلاث ضابطات شرطة: سناء وسماح وسمية، يكلفن من قبل رئيسهن في العمل بمتابعة ثلاث قضايا لخطف فتيات كن يسرن في الشارع، وقضية اختطاف الاطفال من المستشفيات عقب ولادتهم وعصابات الرقيق الأبيض التي تجند الفتيات في مجال الدعارة ومن ضمنها عصابة بلابل، وتتعامل الضابطات الثلاثة مع هذه القضايا بالدهاء والحيلة.

## وصلات خارجية
- مقالات تستعمل روابط فنية بلا صلة مع ويكي بيانات